# گالائیستاک
گالائیستاک (به لاتین: Gallauistöck) یک کوه در سوئیس است که در کانتون برن واقع شده‌است. گالائیستاک ۲٬۸۶۹ متر بالاتر از سطح دریا واقع شده‌است.